# Filirea

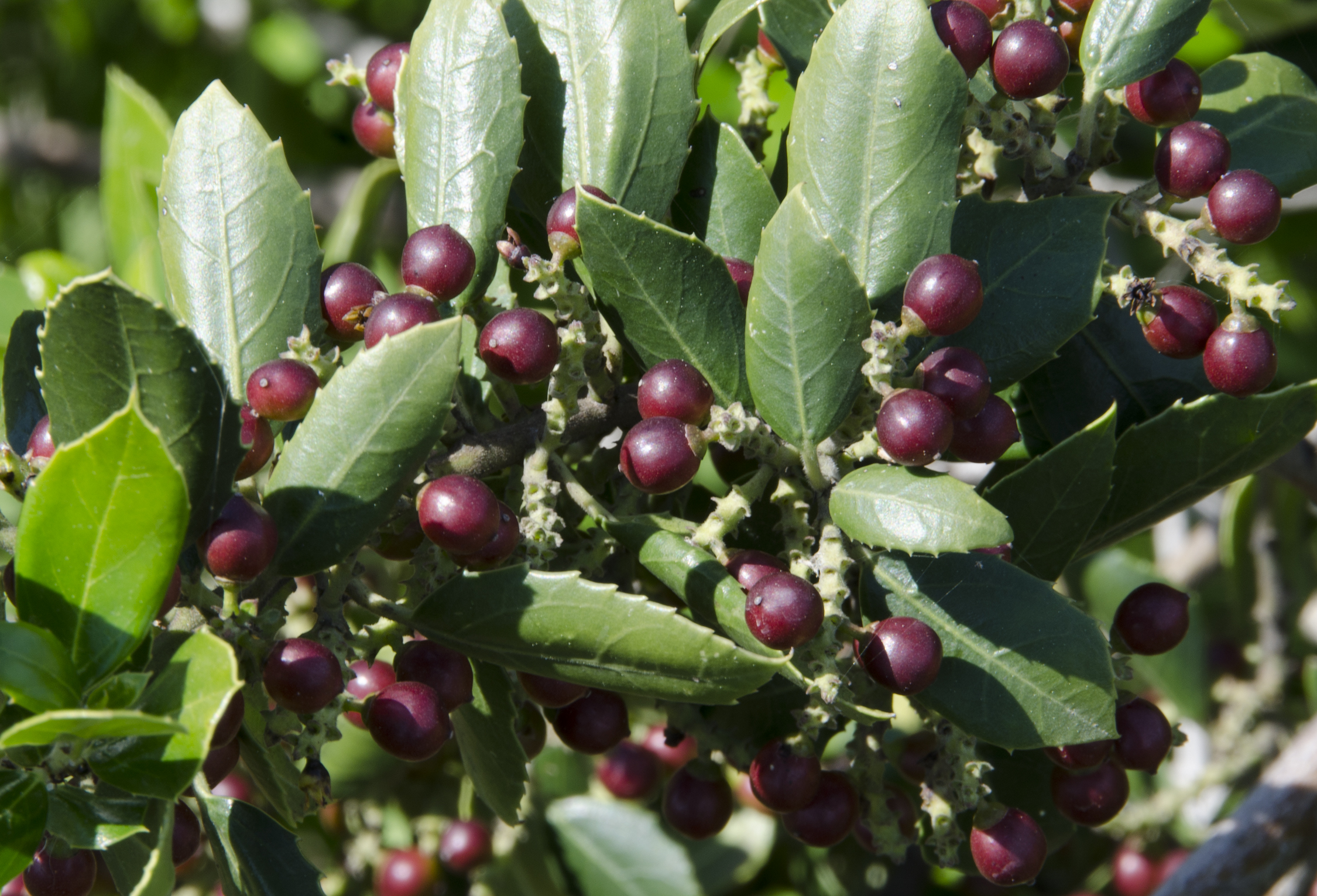
Phillyrea latifolia

Filirea (Phillyrea L.) – rodzaj roślin należący do rodziny oliwkowatych. Obejmuje dwa gatunki. Filirea szerokolistna P. latifolia jest rozpowszechniona w basenie Morza Śródziemnego od Portugalii po Bliski Wschód, filirea wąskolistna P. angustifolia występuje w zachodniej części obszaru śródziemnomorskiego, sięgając na wschodzie do Algierii, bałkańskich wybrzeży Morza Adriatyckiego, Tyrolu i Szwajcarii. Oba gatunki rosną w zaroślach i lasach typowej dla strefy śródziemnomorskiej roślinności twardolistnej, w tym zwłaszcza w makii. Kwitną w maju i czerwcu, słabo pachnące kwiaty zapylane są przez owady.
Są to wolno rosnące, zimozielone krzewy i niskie drzewa, które uprawiano jako ozdobne, zwłaszcza w dawnych ogrodach na obszarach zachodniej Europy o łagodnym, oceanicznym klimacie. Są długowieczne i często pozostają jako rośliny wskaźnikowe dla dawnych parków i ogrodów, podczas gdy współcześnie zastępowane są w uprawie przez zróżnicowane gatunki zimozielone pochodzące z różnych kontynentów. Poza walorami ozdobnymi wykorzystywane były także jako źródło drewna.

## Morfologia
PokrójKrzewy i niewielkie drzewa osiągające ok. 10 m wysokości (większą wysokość osiąga filirea szerokolistna, podczas gdy wąskolistna osiąga do 3 m). Oba gatunki gęsto rozgałęzione.
LiścieZimozielone, naprzeciwległe, o blaszkach lancetowatych i całobrzegich lub słabo ząbkowanych u filirei wąskolistnej albo lancetowatych do owalnych i zwykle ostro piłkowanych u szerokolistnej.
KwiatyObupłciowe, zebrane w wyrastające w kątach liści krótkie kwiatostany groniaste i kłosokształtne. Kielich drobny, składa się z 4 działek zrośniętych u nasady, z działkami zaokrąglonymi. Płatki korony są cztery, u nasady są zrośnięte w krótką rurkę, łatki są rozpostarte, białe lub zielonkawe. Pręciki są dwa osadzone na krótkich nitkach, ale wystają zwykle z rurki korony. Zalążnia jest górna i dwukomorowa, w każdej komorze rozwijają się dwa zalążki. Szyjka słupka jest krótka, zakończona dwudzielnym znamieniem.
OwoceMięsiste pestkowce po dojrzeniu fioletowe do ciemnoniebieskich z pojedynczym, dużym nasionem.

## Systematyka
Pozycja systematyczna
Rodzaj z rodziny oliwkowatych (Oleaceae), a w jej obrębie z plemienia Oleeae.
Wykaz gatunków
- Phillyrea angustifolia L. – filirea wąskolistna
- Phillyrea latifolia L. – filirea szerokolistna